# 双手刈

双手刈のアニメーション

双手刈（もろてがり）は、柔道の投げ技の手技16本の一つ。刈り技の一種だが、刈り技で唯一、手で相手の脚を刈る技である。講道館や国際柔道連盟 (IJF) での正式名。IJF略号MGA。現代仮名遣いを用いて、双手刈りとも表記される。別名足取り投げ（あしとりなげ）、双手払い（もろてばらい）。不遷流での別名膝折（ひざおり）。

## 解説
相手の脚を両手で刈り、肩で押しながら重心を崩して、後方に倒す技。相手の片脚を両手で取って倒しても双手刈である。しかし、両手で相手の両(片)脚を取り、持ち上げて投げ落とした場合は、掬投に分類される。
基本形は相手の両膝裏を両手で刈り、肩で押しながら重心を崩して、後方に倒す技。別名両足取（りょうあしどり）。
技の特性上瞬時の一本勝ちも期待できることから、時間終了の間際に優勢負けしそうな選手が双手刈を狙う場面が時折見られる。
なお、日本のルールでは中学生以下の試合では両手で脚を取る行為自体が反則であるため、該当する年齢層の公式戦において双手刈は使用できない。
また、組み合いを重視し技の華麗さを求める傾向にある日本では、双手刈は朽木倒と並んで美しくない技の代表格であるとされる。しかし、国際大会ではこの限りではなく、組み手を徹底して拒否し、双手刈を狙う戦法をとる選手もしばしば見られる。
これは、日本で古来から推奨されてきた「組み合いから投げ技で一本を取る」スタイルに対し、日本以外では「ポイントを稼ぎ優勢勝ちする」スタイルが発展し、柔道という同じルールの中で生じた競技的観点の相違であるとする意見が多い。
柔道家の醍醐敏郎は双手刈はレスリングや、サンボにおいて基本的な技であるとしている。形は、レスリングのテイクダウン技ダブルレッグダイブとほぼ同形である。朽木倒、踵返と同じ様に、「投げる」というよりも、「倒す」または、「押し倒す」様な形となる。
この技の名手としては、1993年と1997年無差別世界チャンピオンであるポーランドのラファウ・クバツキや、1997年66 kg級世界チャンピオンであるイギリスのケイト・ホーウェイが挙げられる。

## 変化

### 外双手
外双手（そともろて）は受の側方から両手で受の両脚をとらえてから倒す双手刈。

### 真向返
真向返は1982年の「講道館柔道の投技の名称」制定に向けて講道館では新名称の候補に挙がったが双手刈の一つの場合とすることになり、採用されなかった双手刈。1897年2月24日、本田存も所属した明治義会尋常中学校柔道部の年度納会で谷仙八が村地俊次にきめている。

### 足取り
足取り（あしとり）は受の片脚への双手刈。両手で正面から受の右脚を取って右肩で受の右胸腹を押して背後に倒す。足取りに多い、投げの効果がない様な寝技にすることが目的の様な技は戦前からマテや禁止の対象となった。レスリングのテイクダウン技シングル・レッグ・ダイブ (single leg dive) の一種。別名片足タックル（かたあしタックル）。

### 猫だまし
猫だまし（ねこだまし）は受の目前で両掌を叩く相撲の猫騙しからの双手刈。

### 両手霞
両手霞は受の目前で両手の指先を摺り上げてからの双手刈。

### 片手霞
片手霞は受の目前で片手の指先を摺り上げてからの双手刈。

### ボディ・タックル
ボディ・タックルは相手の腰や臀部を両腕で抱える双手刈。柔道家の醍醐敏郎はこの技の分類は検討されたことが無いが自身の判断では双手刈である旨、1990年に述べている。2025年から国際ルールでも使用できることとなった。

## 歴史
ライターの工藤雷介によると、この技は古流柔術にもあり、不遷流では「膝折」と呼んでいた。これは、両膝裏を両手で引いて折ってから持ち上げて相手の背後に倒す技である。柔道の書籍『柔道手引草』（1910年）、『心身修養武術極意胆練法』（1916年）、『柔道精解』（1928年）、『極意解説 柔道入門』（1929年）にも「膝折」という技は載っているが手技ではなく足技となっている。
柔道家の醍醐敏郎は、双手刈は講道館柔道の時代になって、試合には使われていたらしいが技名称はなく一般には「足取り投げ」と呼ばれており、得意だったのは神田久太郎、と述べている。講道館における双手刈の命名者も神田とされる。講道館に双手刈が取り入れられた経緯は下記の通りである。
神田は自分より大きい相手を組む前に投げる技はないかと各流派の文献を見たり古流の先生に聞いたりした結果、戸塚派楊心流に朽木倒という技がある事を知った。1917年（大正6年）千葉県武徳会支部大会で群馬県の関口孝五郎に伺ったところ、「君の先生である山本欽作範士がよくご存知の筈だからお伺いしてみるがよい」と言われた。大会翌日、戸塚派楊心流の山本欽作に戸塚派楊心流の朽木倒しの技の要領を聞いたところ直ちに実技を教えてもらった。これを持ち技にするため約二年程熱心に工夫研究し練習してみたところ、試合で使えば稽古以上に効果があることに気づき得意技の1つとする事に決めた。
のちに講道館の嘉納治五郎に朽木倒について話したところ嘉納もこの技についてよく知っていた。神田は朽木倒という名前は柔道に相応しくないから双手刈としたいと意見を言った。嘉納は今日道場で稽古して見せて双手刈の名称に相応しかったら講道館の技として認めると言い、神田は本田存とともに双手刈を数名の者と稽古試合をした。実際よく効く技で今後、双手刈を講道館の技として採用しようという話になり、講道館柔道の技として1925年12月（大正14年）に認められた。一方、醍醐によると嘉納が1924年に死去してしまったため、五教の技に加わるまでには至らなかった。
柔道家の醍醐敏郎は、1990年の講道館機関誌『柔道』で、柔道の競技化が進むにつれ、多く活用されるようになった、と述べている。
2000年代になって双手刈や朽木倒、隅返といった「掛け逃げ」が可能な技を多用するスタイルを問題視する声の高まりを受け、国際柔道連盟がルールの改正を検討、2009年にルール改正を決定。掬投、朽木倒、双手刈、肩車を制限し、連続技や返し技に絡めずにこれらの技を使うことを反則とした。
その後も連続技や返し技に絡めた連携の一つとしての使用は認められていたが、2012年12月に帯から下の部位を掴んでの攻撃、防御ともに連続技や返し技に絡めた連携の一つとしての使用も反則技に指定する案件が検討中と発表され、2013年2月から改正された新ルールを試験的に導入し 、のちに本格的に導入となる。
この変更点により公式試合において双手刈の使用は非常に難しくなるとみられている。
なお、これらの脚掴みの禁止扱いは国際柔道連盟柔道試合審判規定の試合においてであり、講道館柔道試合審判規定による試合・乱取りにおいては2009年以降から2024年現在も、禁止技にはなっておらず2008年以前と同様に使用可能。